# توبياس فارشفسكي
توبياس فارشفسكي (بالألمانية: Tobias Warschewski)‏ (6 فبراير 1998 بدورتموند في ألمانيا - ) هو لاعب كرة قدم ألماني في مركز الهجوم.

## روابط خارجية
- توبياس فارشفسكي على موقع قاعدة بيانات كرة القدم.إي يو (الإنجليزية)
- توبياس فارشفسكي على موقع Soccerway.com (الإنجليزية)
- توبياس فارشفسكي على موقع عالم كرة القدم.نت (الإنجليزية)